# Ensemble (Musik)
Das Wort Ensemble (anhörenⓘ) hat in der Musik zwei Bedeutungen.

## Klangkörper
Eine kleinere Gruppe von Ausführenden wird häufig als Ensemble bezeichnet. Es gibt reine Vokalensembles, reine Instrumentalensembles und gemischte Ensembles.
Kennzeichnend für ein Ensemble ist die vergleichsweise hohe Eigenverantwortlichkeit und Kompetenz aller beteiligten Personen, die sich meistens in solistischer Besetzung jedes einzelnen Parts ausdrückt. Im Gegensatz dazu stehen große Klangkörper wie das Orchester und der Chor. Viele Chöre tragen trotz der Abgrenzung die Bezeichnung (Vokal-)Ensemble im Namen. Ensembles haben häufig keinen speziellen Dirigenten, sondern werden von einem Mitspieler (traditionell dem Konzertmeister) bzw. Mitsänger in der Rolle eines Primus inter pares oder auch von gar keiner Einzelperson geleitet. Musikensembles, die populäre Musik spielen, nennt man meist Band. Im Jazz spricht man von einer Combo.
Beispiele von Ensembleformen:
- Klarinettenensemble; die Klarinettenfamilie umfasst B-Klarinette, Es-Klarinette, Bassetthorn, Bassklarinette und Kontrabassklarinette.
- Oboeninstrumente, Fagott, Viola und Gitarre
- Posaunentrio mit Zink als Oberstimme
- Gamben-Consort
- Gitarrenensemble
- Streichquartett (2 Violinen, Viola, Violoncello)
- Ensembles, die durch Austausch einer Violine des Streichquartetts gegen ein anderes Instrument entstehen und oft nach diesem benannt werden: Flötenquartett, Klavierquartett usw.
- Bläserquintett: Holzbläserquintett, Blechbläserquintett
- Klaviertrio
- Vokalquartett (meist Sopran, Alt, Tenor, Bass). Bei einem Doppelquartett ist jede Stimme mit zwei Personen besetzt

## Bühnenmusikstück
In der Oper ist ein Ensemble (neben der Bedeutung „Gesamtheit der mitwirkenden Gesangssolisten“, vgl. Ensemble (Theater)) ein Einzelsatz oder Satzabschnitt, in dem viele der Solisten beteiligt sind. Solche meistens sehr aufwändig mehrstimmig komponierten Szenen treten häufig zur Steigerung an Aktschlüssen auf, sind aber auch an jeder anderen Stelle möglich.